# 拉巴斯 (南下加利福尼亚州)

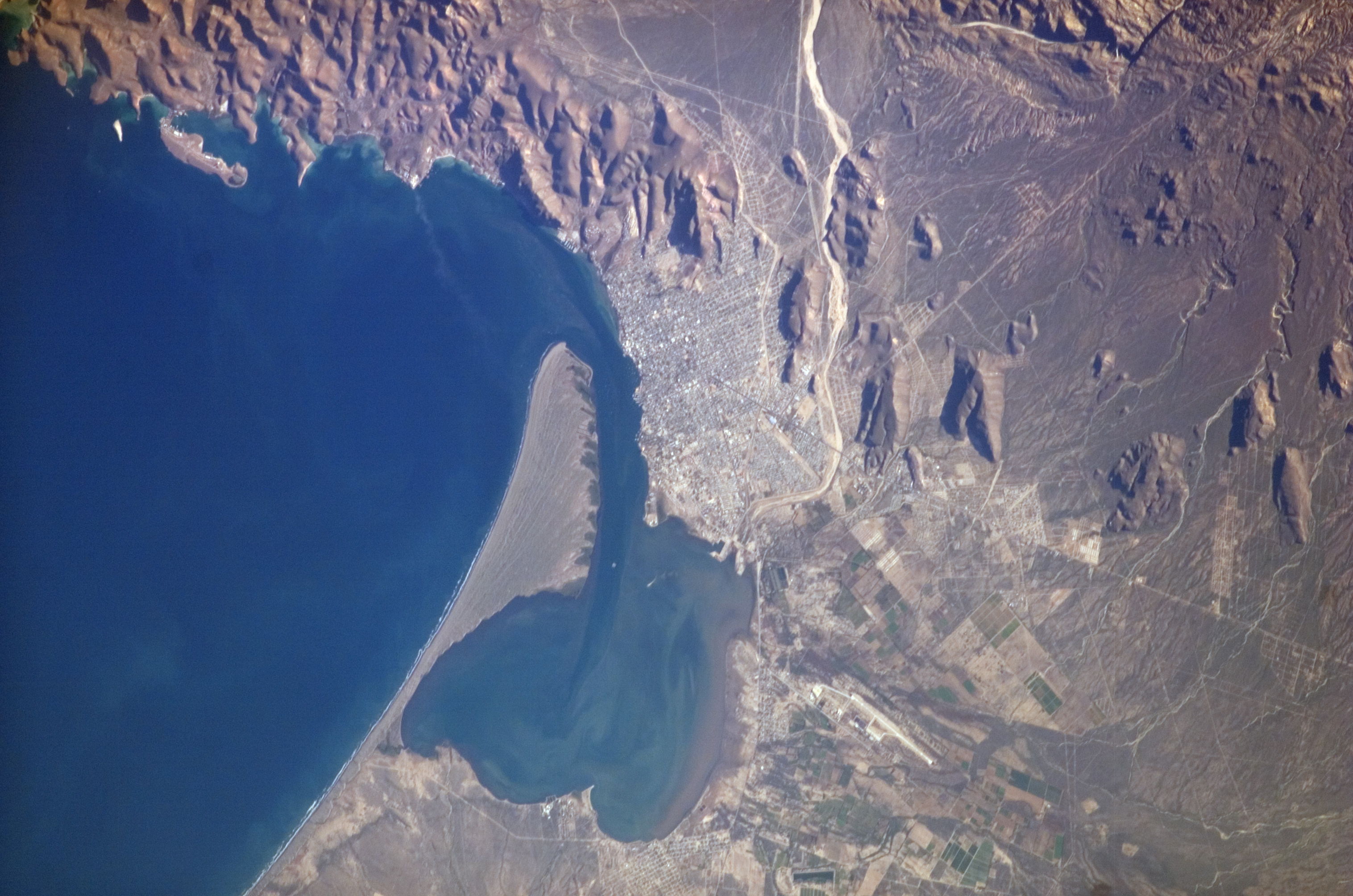
拉巴斯海湾俯瞰

拉巴斯是墨西哥南下加利福尼亚州的首府。该市总面积20,275平方公里，人口219,596。经济以食品工业、渔业等为主。

## 历史
拉巴斯建立于1535年。

## 气候
拉巴斯气候干燥，阳光充足，温度适宜。年平均气温23C-25C。

## 姐妹城市
- 墨西哥 恩森那达
- 美国 雷东多海滩
- 墨西哥 罗萨里多
- 墨西哥 蒂华纳